# Sterk zuur
Een sterk zuur is een zuur dat als het is opgelost in water volledig ioniseert, oftewel een aflopende protolysereactie in water ondergaat:
HA(aq) + H2O → H3O+(aq) + A−(aq)
Het voorvoegsel sterk duidt niet op de "gevaarlijkheid" of "corrosiviteit" van het zuur; zo is waterstoffluoride een zwak zuur, maar erg bijtend.
Voorbeelden van sterke zuren (van sterkst naar minder-sterk):
- perchloorzuur, (waterstofperchloraat), HClO4
- zwavelzuur, (di-waterstofsulfaat), H2SO4
- chloorzuur, (waterstofchloraat), HClO3
- waterstofjodide, HI
- waterstofbromide, HBr
- zoutzuur, (waterstofchloride), HCl
- salpeterzuur (waterstofnitraat), HNO3
- het hydronium-ion (ook wel Oxonium), H3O+

Al deze zuren zijn, wanneer ze worden opgelost in water, precies even sterk: ze ioniseren volledig. Alleen als ze worden opgelost in een oplosmiddel dat een zwakkere base is dan water treedt een verschil op.

## Reden voor de zuursterkte
Sterke zuren ioniseren in water volledig, dat betekent dat zuurrest (ook wel de geconjugeerde base) in water zeer stabiel is, en dat de binding tussen het H+ en de zuurrest heel zwak is; namelijk zwakker dan de binding met water die H3O+ vormt. Er zijn ook polyprotonische sterke zuren (zoals H3PO4). Deze stoffen hebben dus na afsplitsing van H+ nog ten minste één H-atoom in hun verbinding. Echter, het verkregen zuur (want er is nog waterstof in de moleculen aanwezig) is erg zwak. De regel is dat een polyprotonisch zuur geen H+ meer afscheidt (in water). Er kan toch één uitzondering gemaakt worden: H2SO4

### Resonantie
Bij het ioneren van het perchloorzuur, volgens
HClO4→ClO4−+ H+
wordt een van de zuurstofatomen van het zuur negatief geladen. Er zijn echter vier volledig gelijke O's beschikbaar, de negatieve lading zal dus ook afwisselend op die vier O's plaatsnemen:
 → ←→ ←→...

### Sterk elektronegatieve elementen
De zuren HI, HBr en HCl vormen respectievelijk I−, Br− en Cl−; alle halogenen met een hoge elektronegativiteit: dergelijk atomen nemen graag een elektron op, ze vervolledigen hiermee hun buitenste elektronenschil.
De negatieve ionen zijn dan ook stabiel, hierdoor is het zuur instabiel.